# سرهی اسنیتکو
سرهی اسنیتکو (انگلیسی: Serhiy Snytko؛ زادهٔ ۳۱ مارس ۱۹۷۵) بازیکن فوتبال اهل اوکراین است.
از باشگاه‌هایی که در آن بازی کرده‌است می‌توان به باشگاه فوتبال شینیک یاروسلاول، باشگاه فوتبال تاوریا سیمفروپول، باشگاه فوتبال چرنومورتس نووراسییسک، و باشگاه فوتبال کوبان کراسنودار اشاره کرد.
وی همچنین در تیم ملی فوتبال اوکراین بازی کرده‌است.